# Río Rafael
Río Rafael är ett vattendrag  i Chile.   Det ligger i regionen Región del Biobío, i den södra delen av landet, 400 km sydväst om huvudstaden Santiago de Chile.
I omgivningen kring Río Rafael växer i huvudsak städsegrön lövskog och området är ganska tätbefolkat, med 62 invånare per kvadratkilometer.